# Daktyl (księżyc)
(243) Ida I Daktyl – niewielkich rozmiarów naturalny satelita planetoidy (243) Idy, sfotografowany przez sondę kosmiczną Galileo podczas jej przelotu obok tej planetoidy w drodze do Jowisza w dniu 28 sierpnia 1993. Jego nazwa prowizoryczna to S/1993 (243) 1.
Jest pierwszym odkrytym księżycem planetoidy.

## Charakterystyka orbity i właściwości fizyczne
Daktyl ma średnicę 1,4 km, krąży w średniej odległości 108 km od centralnej planetoidy w czasie ok. 37 godzin, po orbicie o nachyleniu 9° do równika Idy. Prędkość orbitalna sięga 22 km/h. Daktyl jest obiektem, na którym dostrzec można liczne kratery. Jego masa wynosi około 4 × 1012 kg.

## Pochodzenie
Istnieją dwie hipotezy dotyczące jego powstania. Według pierwszej Ida oraz Daktyl powstały jednocześnie, według drugiej Daktyl odłączył się od Idy w wyniku uderzenia w nią dużego obiektu (innej planetoidy?). Mógł on także zostać przechwycony grawitacyjnie przez masywniejszą Idę.

## Nazwane formacje geologiczne na Daktylu
Kratery uderzeniowe na powierzchni Daktyla noszą nazwy od mitologicznych Daktylów.
| Krater | Nazwa pochodzi od |
| ------ | ----------------- |
| Acmon  | Acmon             |
| Celmis | Celmis            |